# هيرم جونسون
هيرم جونسون (بالإنجليزية: Herm Johnson)‏ هو سائق سباق ومهندس أمريكي، ولد في 4 مارس 1953، وتوفي في 10 ديسمبر 2016 بسبب قصور كلوي.

## روابط خارجية
- هيرم جونسون على موقع DriverDB.com (الإنجليزية)